# Löwenberger Land
Löwenberger Land ist eine amtsfreie Gemeinde im Norden des Landes Brandenburg. Sie entstand 1997 durch den Zusammenschluss von zehn Gemeinden und wurde später mehrfach erweitert. Die Gemeinde gehört zum Landkreis Oberhavel. Sitz der Verwaltung ist der Ortsteil Löwenberg.

## Geographie
Die Gemeinde Löwenberger Land wird naturräumlich eingenommen durch die Granseer Platte im Norden, die Zehdenick-Spandauer Havelniederung im Südosten und die Rüthnicker Heide im Südwesten. Die Gemeindefläche von 244,8 km² umfasst sechs Prozent Siedlungs- und Verkehrsflächen, 58 % landwirtschaftliche Flächen, 33 % Wald, 2 % Wasserflächen und 1 % sonstige Flächen. Die größten Seen in der Gemeinde sind der Dreetzsee, der Große Lankesee und der Lindesee.
Die Gemeinde umfasst historische Gebiete des Landes Löwenberg, des Ruppiner Landes, des Niederbarnims und der Uckermark. Sie gehört zum Weiteren Pendlerverflechtungsraum der Großstadtregion Berlin. Die Stadt Oranienburg bildet das landesplanerische Mittelzentrum für die Gemeinde.
Das Gemeindegebiet grenzt im Norden an die Gemeinde Sonnenberg und die Städte Gransee und Zehdenick, im Osten die Stadt Liebenwalde, im Süden die Städte Oranienburg und Kremmen sowie im Westen an die Gemeinden Rüthnick, Herzberg (Mark) und Vielitzsee im Landkreis Ostprignitz-Ruppin.

## Gemeindegliederung
Die Gemeinde gliedert sich in 17 Ortsteile. Innerhalb der Ortsteile sind 21 Wohnplätze ausgewiesen.
| Ortsteil (Eingemeindung)    | Einwohner (2020) | Vorwahl | Wohnplätze                                              | Historische Landschaft |
| --------------------------- | ---------------- | ------- | ------------------------------------------------------- | ---------------------- |
| Falkenthal                  | 0610             | 033088  | Ausbau Falkenthal Exin                                  | Uckermark              |
| Glambeck                    | 0112             | 033086  | –                                                       | Ruppin                 |
| Grieben                     | 0501             | 033086  | –                                                       | Ruppin                 |
| Großmutz                    | 0216             | 033084  | –                                                       | Ruppin                 |
| Grüneberg                   | 1135             | 033094  | Pappelhof Sandberge Weiße Villa Zollkrug                | Löwenberg              |
| Gutengermendorf             | 0254             | 033084  | Birkhalde                                               | Ruppin                 |
| Häsen                       | 0253             | 033084  | –                                                       | Ruppin                 |
| Hoppenrade                  | 0165             | 033084  | –                                                       | Löwenberg              |
| Klevesche Häuser            | 050              | 033084  | –                                                       | Ruppin                 |
| Liebenberg                  | 0203             | 033094  | Hertefeld Luisenhof                                     | Löwenberg              |
| Linde                       | 0213             | 033094  | Grundmühle Lindesee                                     | Ruppin                 |
| Löwenberg                   | 1266             | 033094  | Ausbau Mon-Caprice                                      | Löwenberg              |
| Nassenheide (26. Okt. 2003) | 1838             | 033051  | Birkhorst Birkhorstsiedlung Mühlensiedlung Waldsiedlung | Niederbarnim           |
| Neuendorf (31. Dez. 2001)   | 0239             | 033051  | Forsthaus Kerkow Neuhof Neuhof-Siedlung                 | Löwenberg              |
| Neuhäsen                    | 059              | 033084  | –                                                       | Ruppin                 |
| Neulöwenberg                | 0336             | 033094  | –                                                       | Löwenberg              |
| Teschendorf                 | 0829             | 033094  | Ausbau Wackerberge Blumenhof                            | Löwenberg              |

## Geschichte
Im Zuge der Ämterbildung im Land Brandenburg schlossen sich 1992 die zehn Gemeinden Glambeck, Grieben, Großmutz (mit Hoppenrade), Grüneberg, Gutengermendorf, Häsen (mit Klevesche Häuser und Neuhäsen), Löwenberg (mit Linde), Neulöwenberg (mit Liebenberg), Falkenthal und Teschendorf zum Amt Löwenberg zusammen.
Am 31. Dezember 1997 wurde das Amt Löwenberg aufgelöst, und die zehn Gemeinden schlossen sich zu einer Großgemeinde zusammen, der neuen Gemeinde Löwenberger Land. 2001 sprachen sich in einem Bürgerentscheid in Neuendorf 73 % der Abstimmenden für eine Eingliederung in die Gemeinde aus. Sie erfolgte am 31. Dezember 2001; zugleich schied Neuendorf aus dem Amt Oranienburg-Land aus. Am 26. Oktober 2003 erfolgte die Eingliederung der Gemeinde Nassenheide, die damit ebenfalls aus dem Amt Oranienburg-Land ausschied. Zuvor hatten sich 60 % der Abstimmenden in Nassenheide in einem Bürgerentscheid für die Eingliederung entschieden.

## Bevölkerungsentwicklung
| Jahr | Einwohner |
| ---- | --------- |
| 1997 | 6 854     |
| 2000 | 6 884     |
| 2005 | 8 425     |
| 2010 | 8 072     |
| 2015 | 8 101     |

| Jahr | Einwohner |
| ---- | --------- |
| 2020 | 8 460     |
| 2021 | 8 548     |
| 2022 | 8 490     |
| 2023 | 8 505     |
| 2024 | 8 508     |

Gebietsstand des jeweiligen Jahres, Einwohnerzahl: Stand 31. Dezember (ab 1991), ab 2011 auf Basis des Zensus 2011, ab 2022 auf Basis Zensus 2022

## Politik

### Gemeindevertretung
Die Gemeindevertretung von Löwenberger Land besteht aus 18 Gemeindevertretern und dem hauptamtlichen Bürgermeister. Die Kommunalwahl am 9. Juni 2024 führte bei einer Wahlbeteiligung von 71,4 % zu folgendem Ergebnis:
| Partei / Wählergruppe               | Stimmenanteil 2019 | Sitze 2019 |        | Stimmenanteil 2024 | Sitze 2024 |
| ----------------------------------- | ------------------ | ---------- | ------ | ------------------ | ---------- |
| AfD                                 | 09,8 %             | 2          | 25,4 % | 5                  |            |
| Freie Wähler Löwenberger Land       | –                  | –          | 18,9 % | 3                  |            |
| Bürger für das Löwenberger Land     | 22,0 %             | 4          | 16,3 % | 3                  |            |
| CDU                                 | 23,9 %             | 4          | 11,4 % | 2                  |            |
| Landwirtschaft Gartenbau Umwelt     | 05,8 %             | 1          | 09,7 % | 2                  |            |
| SPD                                 | 17,4 %             | 3          | 08,1 % | 1                  |            |
| Die Linke                           | 08,6 %             | 2          | 03,3 % | 1                  |            |
| Bündnis 90/Die Grünen               | –                  | –          | 03,2 % | 1                  |            |
| Einzelbewerber Matthias Brandenburg | –                  | –          | 01,9 % | –                  |            |
| FDP                                 | 01,9 %             | –          | 01,0 % | –                  |            |
| Einzelbewerberin Anouk Brandenburg  | –                  | –          | 00,8 % | –                  |            |
| Landleben muss Zukunft haben        | 05,8 %             | 1          | –      | –                  |            |
| Familien stärken, Demokratie leben  | 03,5 %             | 1          | –      | –                  |            |
| NPD                                 | 00,9 %             | –          | –      | –                  |            |
| Einzelbewerber Thomas Hauptmann     | 00,5 %             | –          | –      | –                  |            |
| Insgesamt                           | 100 %              | 18         | 100 %  | 18                 |            |

### Bürgermeister
- 1997–2022: Bernd-Christian Schneck (SPD)
- seit 2022: Pieter Schneider (BVB/Freie Wähler)

Seit dem 16. November 2022 ist Pieter Schneider Bürgermeister der Gemeinde. Er wurde in der Stichwahl am 9. Oktober 2022 mit 50,5 % der gültigen Stimmen und nur 39 Stimmen Vorsprung gegenüber seinen Herausforderer Stephan Richter (BLL) gewählt. Seine Amtszeit beträgt acht Jahre.

### Wappen
| Wappen von Löwenberger Land | Blasonierung: „Im goldenen, mit schwarzen Sternen bestreuten Schild aus rotem Dreiberg wachsend ein rot-bewehrter, -gezungter und -gekrönter doppeltgeschwänzter schwarzer Löwe mit einer roten Steigleiter mit drei Quersprossen zwischen den Vorderpranken.“ |
| Wappen von Löwenberger Land | Wappenbegründung: Die 15 Sterne des Wappens symbolisieren die 15 Ortsteile bei der Gründung der Gemeinde. Der Löwe bezieht sich auf das Adelsgeschlecht derer von Eulenburg, die Steigleiter auf das Adelsgeschlecht derer von Bredow. Zugleich weist der Löwe in Verbindung mit dem Dreiberg auf den Gemeindenamen hin (redendes Wappen). Das Wappen wurde vom Erfurter Heraldiker Frank Diemar gestaltet und am 21. Februar 2001 durch das Ministerium des Innern genehmigt. |

### Flagge
„Die Flagge ist Gelb - Rot (1:1) gestreift und mittig mit dem Gemeindewappen belegt.“

### Dienstsiegel
Das Dienstsiegel zeigt das Wappen der Gemeinde mit der Umschrift GEMEINDE LÖWENBERGER LAND • LANDKREIS OBERHAVEL.

## Sehenswürdigkeiten und Kultur

### Bauwerke

#### Schloss Liebenberg

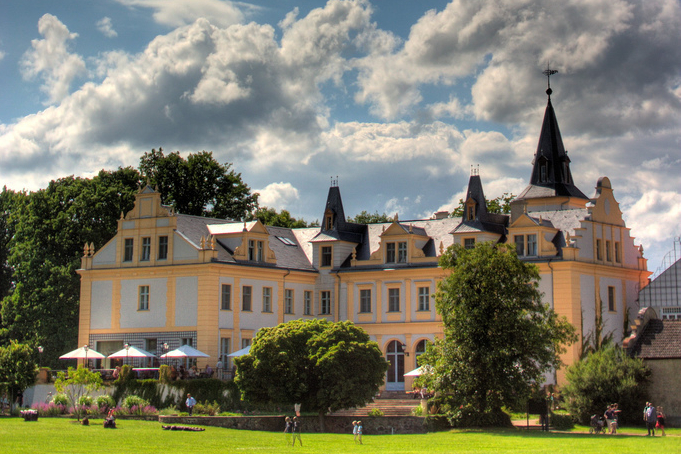
Schloss Liebenberg

Das Schloss Liebenberg wurde 1745 erbaut und später durch  Theodor Fontane beschrieben. Es umfasst neben dem Herrenhaus das Seehaus am Große-Lankesee, Gutsanlagen und einen Landschaftspark nach Entwürfen von Peter Joseph Lenné. Ein bekannter früherer Hausherr war Philipp zu Eulenburg (1847–1921), der in Liebenberg Kaiser Wilhelm II. zur mehrmaligen Kaiserjagd empfing und später in die Harden-Eulenburg-Affäre verwickelt war. Unter seiner Enkelin Libertas Schulze-Boysen traf sich während des Zweiten Weltkriegs die Widerstandsgruppe Rote Kapelle im Seehaus.
Nach 1945 wurde Liebenberg Mustergut und Erholungsstätte der Sozialistischen Einheitspartei Deutschlands (SED). Heute beherbergt das von der Stiftung für gesellschaftliches Engagement der Deutschen Kreditbank restaurierte Schloss ein Tagungszentrum. Die Hauskapelle des Schlosses erhielt 1994 den Namen Libertas-Kapelle. Zwei Gedenktafeln erinnern dort an ihre Ermordung 1942.

#### Schloss Hoppenrade

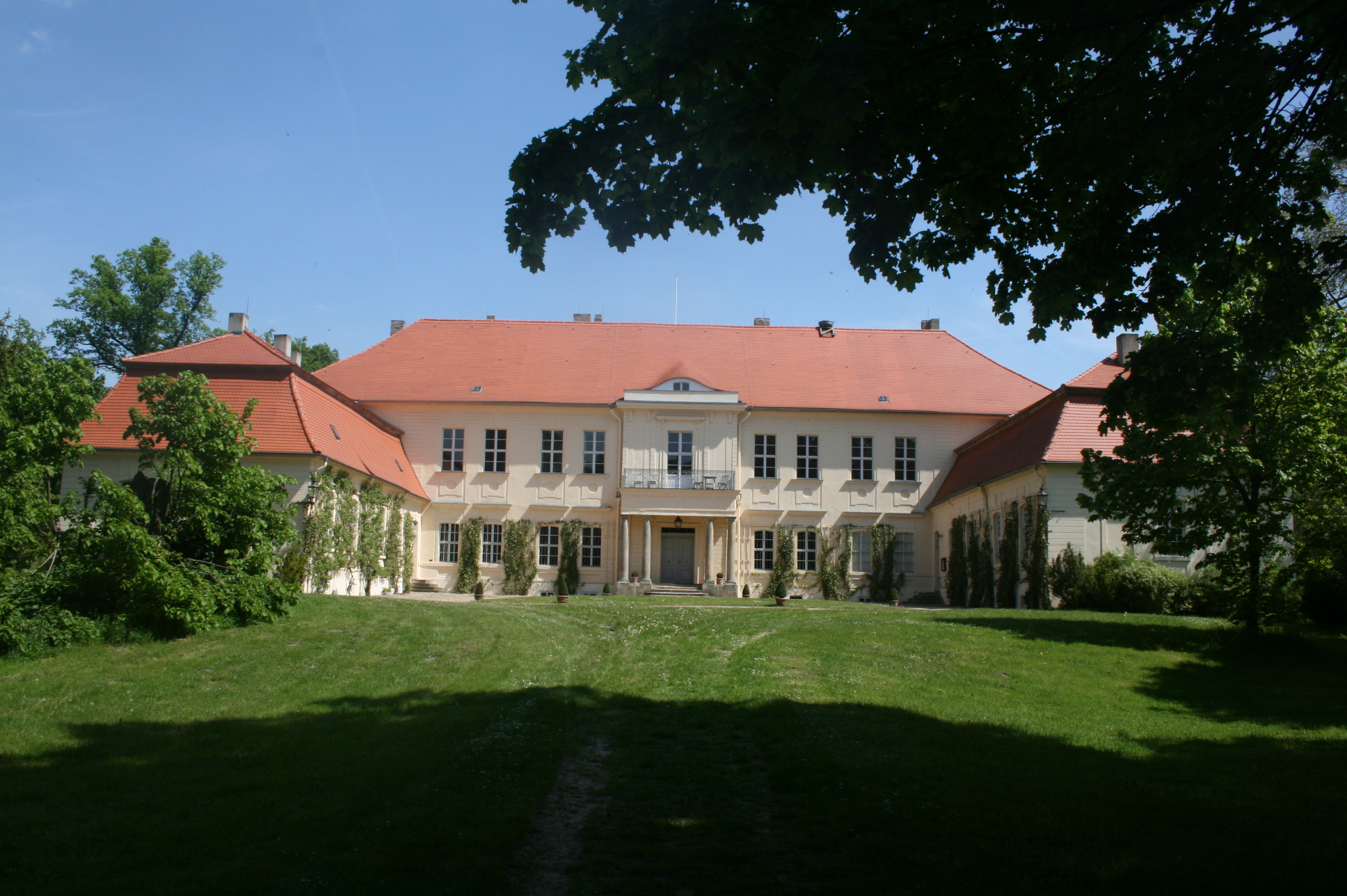
Schloss Hoppenrade

Schloss Hoppenrade ist eine der bedeutenden barocken Anlagen in Brandenburg. Es wurde auf den Fundamenten einer Wasserburg errichtet, die vermutlich Hans von Bredow in der zweiten Hälfte des 15. Jahrhunderts bauen ließ. 1460 kam die Burg in den Besitz der Familie von Bredow. Seit spätestens 1541 war Hoppenrade Rittersitz derer von Bredow und verfügte über eine Kapelle. 1723 wurde der Vorgängerbau abgetragen und anschließend das Herrenhaus als eingeschossige Dreiflügelanlage erbaut. Im rechten Seitenflügel wurde die Dorfkirche untergebracht. 1800 wurde dem Corps de Logis ein zweites Stockwerk aufgesetzt.
1788 kam Hoppenrade, zusammen mit dem Bredow'schen Schloss Löwenberg, in den Besitz der Familie von Arnstedt, und zwar unter erheblichen Erbstreitigkeiten durch Charlotte von Kraut, verehlichte von Arnstedt. Das Leben und die Skandale der Krautentochter Charlotte von Kraut (1726–1819) behandelt Theodor Fontane in seinem Werk Fünf Schlösser. 1861 besuchte Fontane erstmals das Schloss. 2007 wurde auf dem Schloss Fontanes Roman Effi Briest verfilmt.
1860–1872 gehörte das Gut den von Heyden-Linden, danach bis zur Enteignung 1945 den Freiherren von Werthern. In der DDR beherbergte das Schloss den Rat der Gemeinde, Konsum, Jugendclub, Gemeindesaal, die Kneipe und eine Obstannahmestelle. 2012 erwarben es Julian Graf von Hardenberg und seine Frau Donata.

#### Kirche Löwenberg

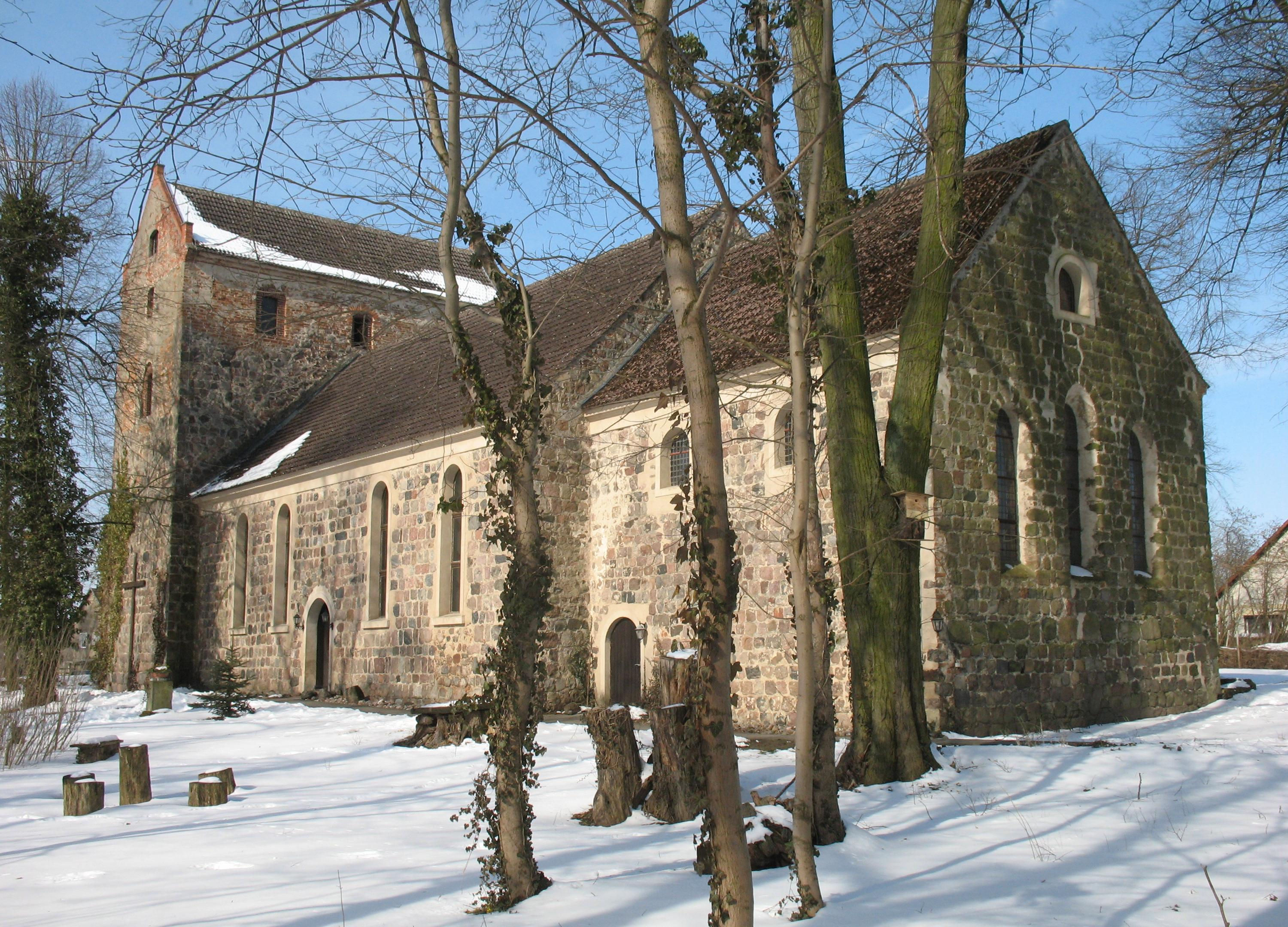
Kirche Löwenberg

Die Kirche Löwenberg gehört zum Evangelischen Kirchenkreis Oberes Havelland der evangelischen Landeskirche. Sie ist ein frühgotischer Feldsteinbau mit einem eingezogenen Chor und einem Breitturm (Höhe 19,5 m, Grundfläche 86,4 m²) an der Westseite. Die ältesten Teile der Kirche stammen aus dem 13. Jahrhundert. Im Dreißigjährigen Krieg verwüstet, wurde die Kirche erst 1730 wieder ausgebessert und weitgehend umgestaltet. Ein Feuer im Jahr 1808 zerstörte die Kirche vollständig, einschließlich eines Großteils der Kirchenbücher. Die finanzielle Situation Löwenbergs erlaubte vorerst keinen Wiederaufbau, so dass die ausgebrannte Ruine über Jahrzehnte die Dorfmitte prägte. Erst 1832 konnte die Kirche wieder aufgebaut werden. Der Breitturm wurde mit einem Satteldach ausgestattet, die Fenster verkleinert und der Chor mit einer Notdecke versehen. Der mit einer hohen Feldsteinmauer umschlossene Kirchhof, der zuvor 600 Jahre lang als letzte Ruhestätte der Löwenberger gedient hatte, wurde nach dem erfolgten Wiederaufbau geschlossen. 1853 erhielt die Kirche eine neue Orgel, gefertigt von Friedrich Hermann Lütkemüller. Während des Ersten Weltkrieges mussten die Kirchenglocken eingeschmolzen werden. Die letzte Restaurierung erfolgte von 1987 bis 1992.

#### Weitere Bauwerke und Denkmale

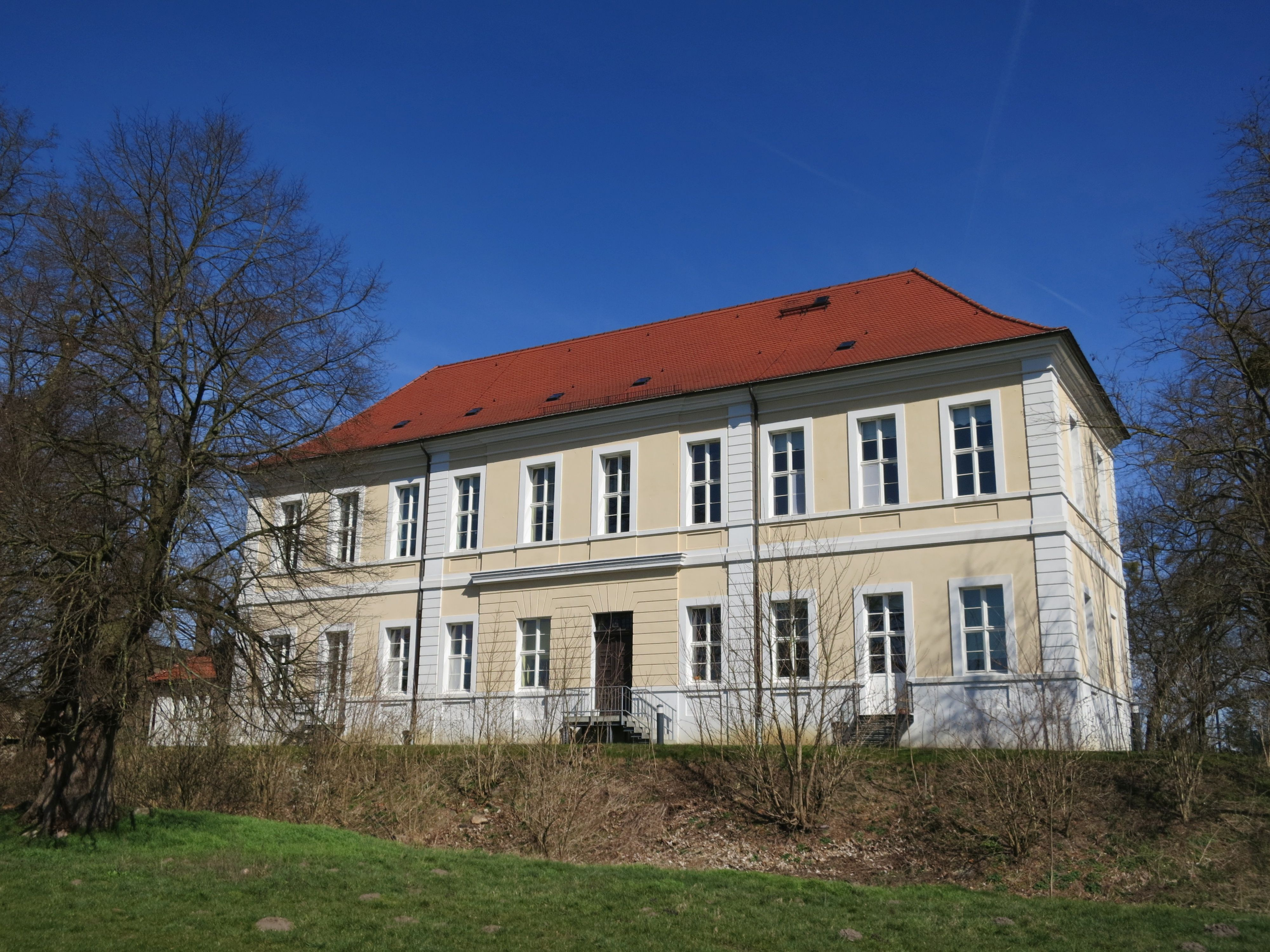
Schloss Löwenberg

Schloss Löwenberg ist ein einfaches, barockes Herrenhaus, das im 18. Jahrhundert auf den Resten der mittelalterlichen Burg Löwenberg errichtet wurde. In Teschendorf befindet sich die Ruine der mittelalterlichen Burg Schrabsdorf. Die Kirche Falkenthal ist eine Feldsteinkirche mit einem laternenartigen Turmaufsatz. Die Dorfkirche Gutengermendorf entstand in der Mitte des 13. Jahrhunderts aus Feldsteinen. Am Turm sind zwei Schachbrettsteine eingearbeitet. Auf einer Halbinsel im Großen Lankesee in Liebenberg liegt der Burgstall des slawischen Burgwalls Liebenberg. In Hoppenrade finden sich mehrere Hügelgräber. In Grüneberg erinnert ein Denkmal an die Häftlinge des KZ-Außenlagers Grüneberg. Für die Opfer der Todesmärsche im Frühjahr 1945 wurden in mehreren Ortsteilen Denkmale errichtet.

### Schutzgebiete
In der Gemeinde liegen die Naturschutzgebiete Harenzacken, Häsener Luch, Liebenberger Bruch, Moddersee und Moncapricesee. Sie hat Anteil an den Landschaftsschutzgebieten Liebenberg und Obere Havelniederung. Teile der Gemeinde sind in das Europäische Vogelschutzgebiet Obere Havelniederung einbezogen oder als FFH-Gebiete ausgewiesen (Exin, Liebenberger Bruch, Moncapricesee).

### Regelmäßige Veranstaltungen
Im Waldstadion Löwenberg finden regelmäßig im September die Löwenspiele statt, ein internationales Sportfest der Leichtathletik. Gastgebender Sportverein ist der Löwenberger SV. An den 22. Löwenspielen 2015 nahmen 600 Sportler aus Norddeutschland, Schweden und Dänemark teil. Die Wettkämpfe erstreckten sich über zwei Tage.

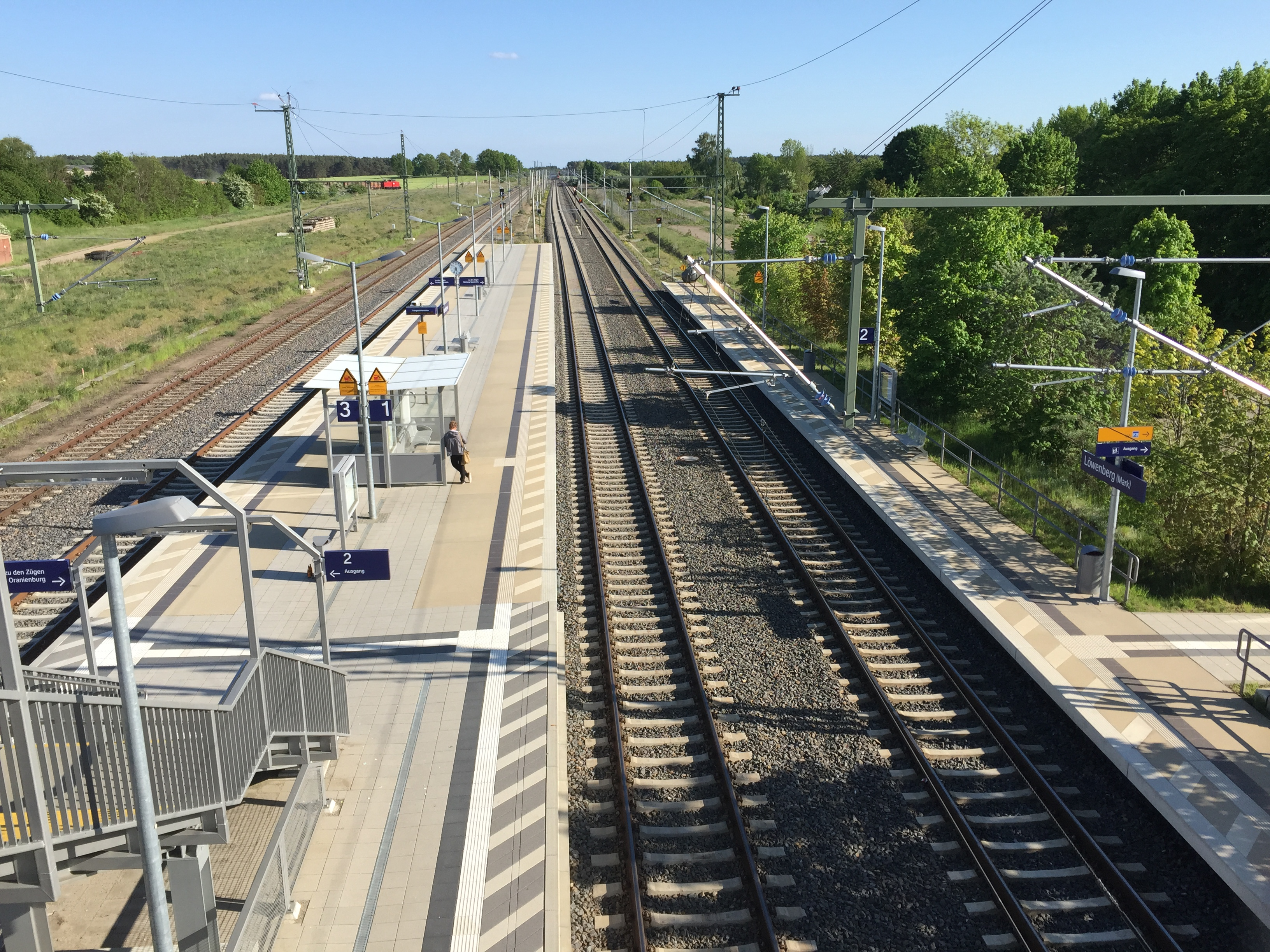
Bahnhof Löwenberg (Mark) im Ortsteil Neulöwenberg

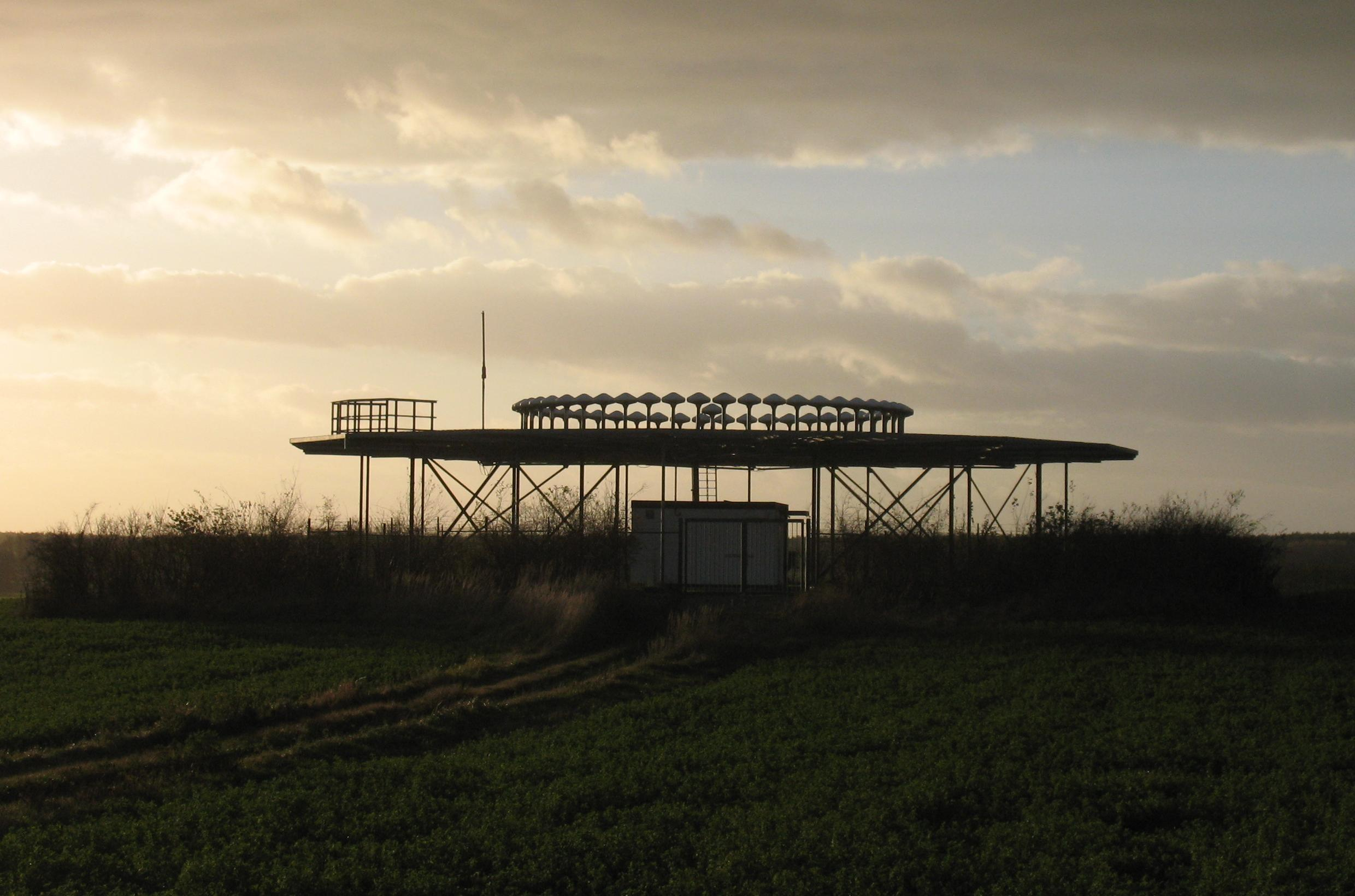
Drehfunkfeuer Löwenberg im Ortsteil Hoppenrade

## Wirtschaft und Infrastruktur

### Verkehr
In der Gemeinde kreuzen sich die Bundesstraßen 96 zwischen Gransee und Oranienburg sowie die 167 zwischen Neuruppin und Liebenwalde. Ein mehrstreifiger Ausbau der B 96 mit Ortsumgehungen wird vorbereitet. Falkenthal wird von der Bundesstraße 109 nach Zehdenick durchquert. Die Ortsteile werden von Bussen der Oberhavel Verkehrsgesellschaft bedient.
In Neulöwenberg liegt der 1877 eröffnete Bahnhof Löwenberg (Mark) an der Berliner Nordbahn. Von ihm zweigen die Nebenstrecken Löwenberg–Templin und Löwenberg–Rheinsberg (Mark) ab. Der Bahnhof wird von der Regionalexpresslinie RE 5 Rostock / Stralsund–Berlin Südkreuz sowie den Regionalbahnlinien RB 12 Templin Stadt–Berlin Ostkreuz und RB 54 Löwenberg (Mark)–Rheinsberg (Mark) bedient.
Weitere Zugangspunkte zur RB 12 in der Gemeinde sind der Haltepunkt Grüneberg und der Bahnhof Nassenheide.
Im Ortsteil Hoppenrade befindet sich das Drehfunkfeuer Löwenberg für Zwecke der Luftfahrt mit der Kennung LWB.
Der Radweg Lindow–Friedrichsthal verbindet die Gemeinde Löwenberger Land mit dem Radweg Berlin–Kopenhagen. Eine Radwanderroute nach Kremmen dient als Anbindung an den Radweg Neuruppin–Hennigsdorf.

### Bildung
Die staatliche Libertasschule in Löwenberg umfasst eine Grund- und Oberschule und unterhält für die unteren Klassen eine Filiale in Grüneberg. Namensgeberin ist Libertas Schulze-Boysen, eine Widerstandskämpferin gegen den Nationalsozialismus, die in der Nähe agierte.

### Sport
Das Waldstadion in Löwenberg ist ein „Landesleistungszentrum für Leichtathletik“. Hier finden regelmäßig die Löwenspiele statt. Gastgebender Sportverein ist der Löwenberger SV. Seit 2007 ist das Waldstadion Löwenberg zugleich fester Austragungsort für den Ultramehrkampf. Seit 2012 wird hier auch der Dieter-Orthmann-Paarlauf ausgetragen, der seit 2013 als Dieter-Orthmann-Gedächtnislauf für den verstorbenen Leichtathletiktrainer veranstaltet wird. Eine Besonderheit ist seit 2015 eingerichtet worden, indem zur selben Zeit wie in Löwenberg die Läufer des dänischen Partnervereins AK Brøndby, mit dem Dieter Orthmann langjährige Sportkontakte pflegte, zum Paarlauf starten. Somit wird diese Gedächtnislauf-Veranstaltung als grenzüberschreitendes Projekt von beiden Vereinen durchgeführt und gelebt.

## Persönlichkeiten
- Ferdinand Stosch (1717–1780), Theologe, geboren in Liebenberg
- Philipp zu Eulenburg (1847–1921), preußischer Diplomat, lebte in Liebenberg
- Karl zu Eulenburg (1885–1975), Schriftsteller, lebte in Liebenberg
- Cäcilie Triebel (1903–1982), Politikerin (CDU). geboren in Löwenberg
- Harro Schulze-Boysen (1909–1942), Widerstandskämpfer gegen den Nationalsozialismus, lebte zeitweise auf Schloss Liebenberg
- Libertas Schulze-Boysen (1913–1942), Widerstandskämpferin gegen den Nationalsozialismus, lebte zeitweise auf Schloss Liebenberg
- Peter Hoffmann (* 1924), Historiker, lebt in Nassenheide
- Karl-Heinz Wirzberger (1925–1976), Amerikanist, geboren in Grüneberg
- Wilfried von Engelhardt (1928–2015), Testpilot, geboren in Liebenberg
- Gerhard Gabriel (* 1950), Pfarrer in Grüneberg